# Església de Sant Nicolau, Nin
L'església de Sant Nicolau és una església catòlica i un símbol reconeixible de Nin a Croàcia. Està situada al camp de 'Prahulje'. La petita església es va construir sobre un turó on encara hi ha tombes prehistòriques i inexplorades. L'església fa 5,90 m de llargada per 5,70 m d'amplada, 6 m d'alçada (diàmetre interior) i té una amplada de paret de 50 cm. A causa de l'amenaça turca existent, es va construir una corona mural de vuit merlets als segles XVI-XVII per ser utilitzada com a punt d'observació. El seu origen està lligat a finals del segle XI i principis del XII.

## Galeria

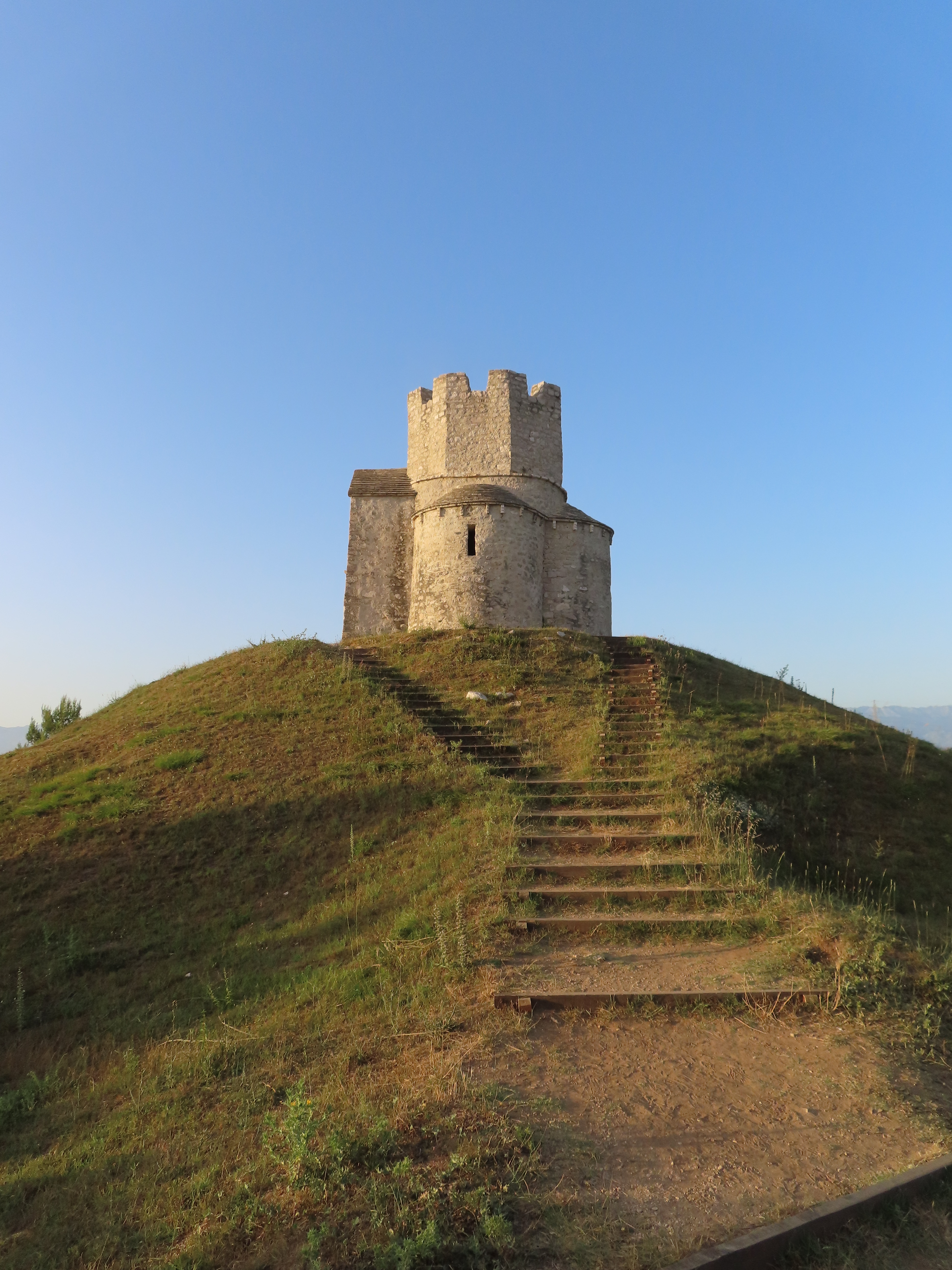
Església de Sant Nicolau, Nin
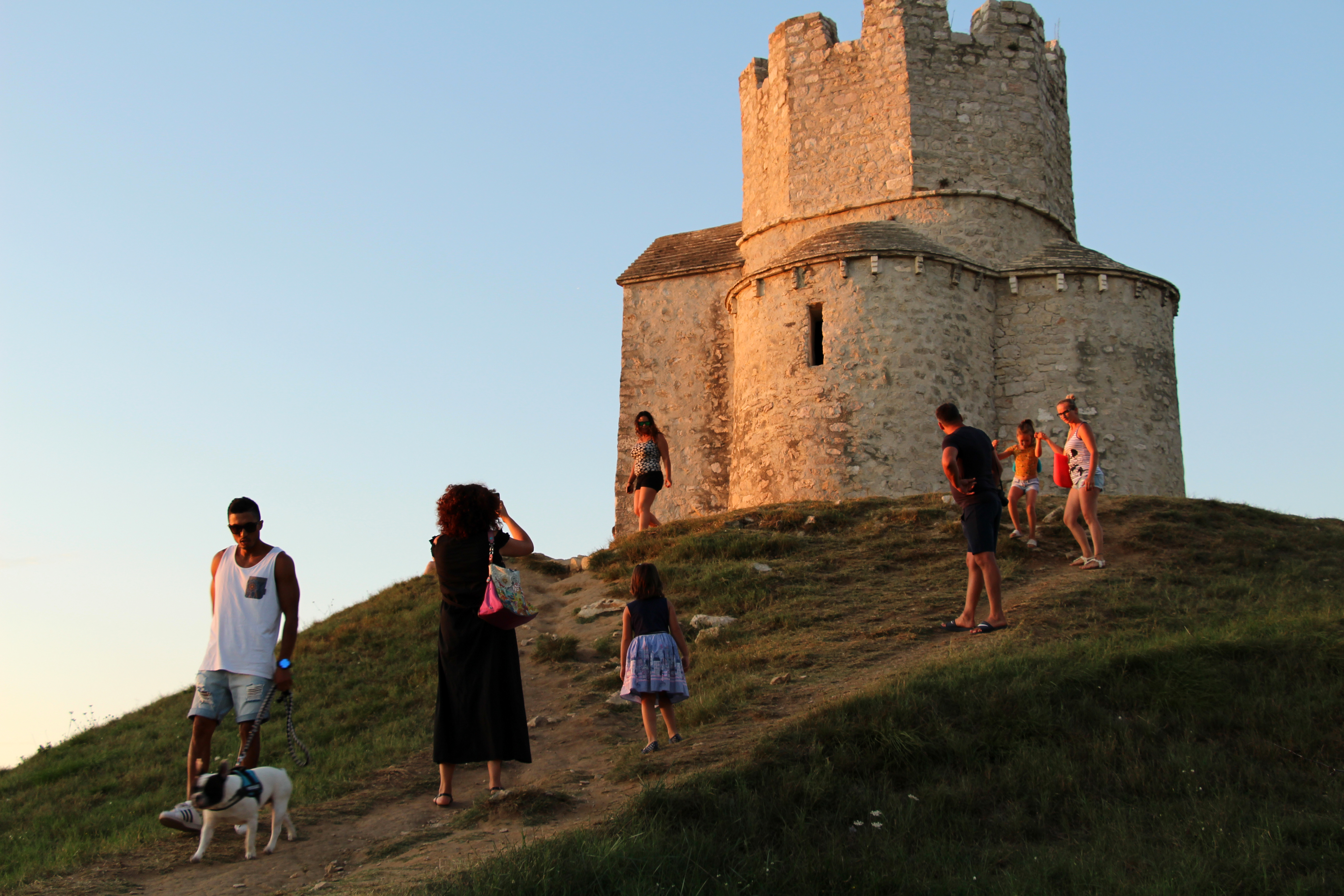
Església de Sant Nicolau, Nin
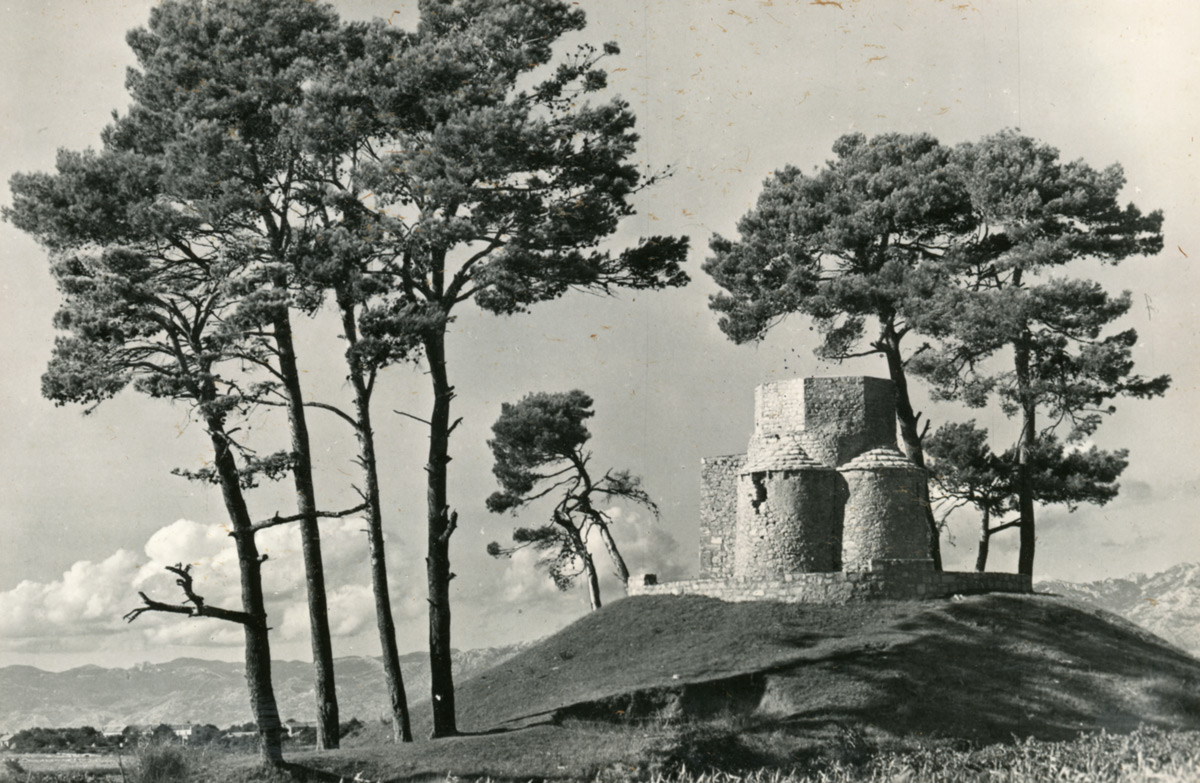
Església de Sant Nicolau, Nin, Foto antiga